# Ruos
Ruos is een bestuurslaag in het regentschap Ogan Komering Ulu Selatan van de provincie Zuid-Sumatra, Indonesië. Ruos telt 1066 inwoners (volkstelling 2010).